# Empodium plicatum
Empodium plicatum är en enhjärtbladig växtart som först beskrevs av Carl Peter Thunberg, och fick sitt nu gällande namn av Sidney Garside. Empodium plicatum ingår i släktet Empodium och familjen Hypoxidaceae. Inga underarter finns listade i Catalogue of Life.

## Bildgalleri

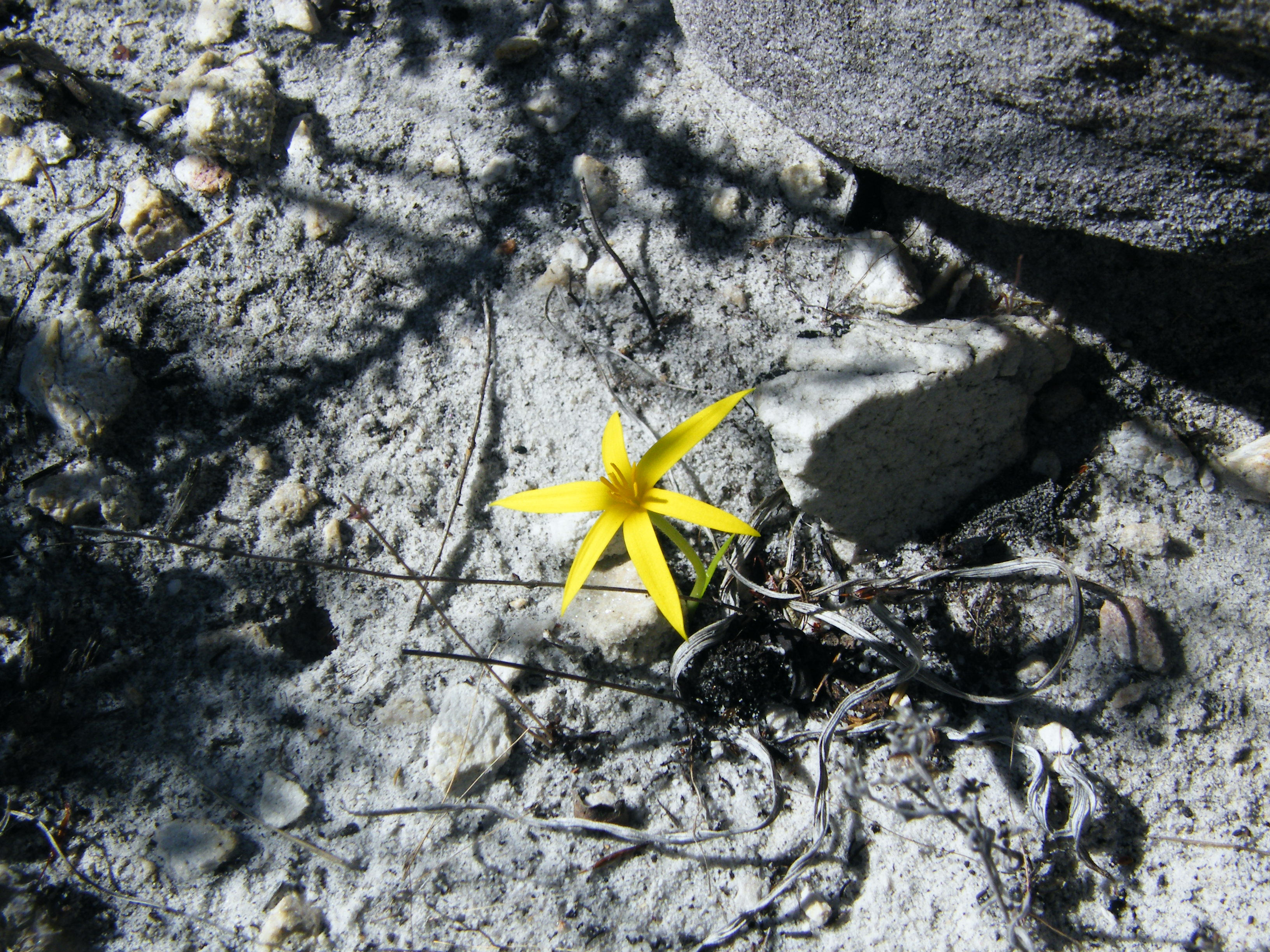